# Tomáš Sklenák
Tomáš Sklenák (* 2. März 1982 in Nový Jičín) ist ein aus Tschechien stammender ehemaliger Handballspieler, der zuletzt beim TV 05/07 Hüttenberg auf Rückraum Mitte aktiv war.

## Karriere
Der 1,86 Meter große Rückraumspieler stand von 2005 bis 2015 beim ThSV Eisenach unter Vertrag. Dort avancierte er zum Publikumsliebling und unangefochtenem Spielmacher. 2013 stieg er mit dem ThSV in die 1. Bundesliga auf. Zwei Jahre später wechselte er zum TV Hüttenberg, der gerade in die 3. Handball-Bundesliga abgestiegen war. Mit den Mittelhessen erlebte Sklenák zwei überaus erfolgreiche Jahre, denn die Mannschaft von Trainer Aðalsteinn Eyjólfsson stieg in der Folge im Sommer 2016 in die 2. Bundesliga auf und schaffte ein Jahr später sogar den direkten Durchmarsch in die 1. Handball-Bundesliga. Nach der Saison 2019/20 beendete er seine Karriere.

## Nationalmannschaft
Tomáš Sklenák ist ehemaliger tschechischer Nationalspieler. Für die A-Mannschaft bestritt er 60 Länderspiele (62 Junioren-Länderspiele).

### Bundesligabilanz
| Saison    | Verein              | Spielklasse | Spiele | Tore | 7-Meter | Feldtore |
| --------- | ------------------- | ----------- | ------ | ---- | ------- | -------- |
| 2017/18   | TV 05/07 Hüttenberg | Bundesliga  | 34     | 72   | 0       | 72       |
| 2017–2018 | gesamt              | Bundesliga  | 34     | 72   | 0       | 72       |

### Zweitligabilanz
| Saison    | Verein              | Spielklasse   | Spiele | Tore | 7-Meter | Feldtore |
| --------- | ------------------- | ------------- | ------ | ---- | ------- | -------- |
| 2014/15   | ThSV Eisenach       | 2. Bundesliga | 16     | 19   | 0       | 19       |
| 2016/17   | TV 05/07 Hüttenberg | 2. Bundesliga | 35     | 56   | 0       | 56       |
| 2018/19   | TV 05/07 Hüttenberg | 2. Bundesliga | 0      | 0    | 0       | 0        |
| 2014–2017 | gesamt              | 2. Bundesliga | 51     | 75   | 0       | 75       |

### Erfolge
- Aufstieg mit dem TV 05/07 Hüttenberg in die 1. Bundesliga 2017
- Aufstieg mit dem TV 05/07 Hüttenberg in die 2. Bundesliga 2016
- Aufstieg mit dem ThSV Eisenach in die 1. Bundesliga 2013 und 2015